# 扎穆利夫卡
50°8′8″N 36°45′52″E / 50.13556°N 36.76444°E
扎穆利夫卡（烏克蘭語：Замулівка）是位於烏克蘭東部的村莊，由哈爾科夫州丘胡伊夫区的沃夫昌斯克市鎮負責管轄。該村始建於1910年，面積1.94平方公里，海拔高度136米，2001年人口70。